# Solfjäderstaden IBK
Solfjäderstaden IBK är en innebandyklubb i Motala som bildades 1987. Vid bildandet var namnet IBK Parken men efter att de 1994 gick samman med IBS Motala så togs namnet Solfjäderstadens IBK. Klubben har ett herrlag som säsongen 2021/22 spelar i division 1 Östra Götaland. Klubbens namn kommer från stadsmärket och stadsdelen med samma namn. Lagens matcher spelas i Motala sporthall.

## Herrtruppen 2021/22
| Nr | Land    | Pos | Namn                |
| -- | ------- | --- | ------------------- |
| 2  | Sverige | A   | Jacob Larsson       |
| 3  | Sverige | A   | Simon Hedberg       |
| 7  | Sverige | F   | Christoffer Jonsson |
| 8  | Sverige | A   | William Larsson     |
| 10 | Sverige | F   | Mikael Sonesson     |
| 11 | Sverige | A   | Anton Abrahamsson   |
| 12 | Sverige | A   | Joel Hermansson     |
| 21 | Sverige | F   | Victor Schelin      |
| 24 | Sverige | F   | Marcus Sjöholm      |
| 33 | Sverige | A   | Hugo Bjelksjö       |

| Nr | Land    | Pos | Namn             |
| -- | ------- | --- | ---------------- |
| 42 | Sverige | F   | Adam Hjalmarsson |
| 63 | Sverige | A   | Elias Olai       |
| 64 | Sverige | A   | Oscar Bierfeldt  |
| 77 | Sverige | A   | Oscar Bååth      |
| 87 | Sverige | F   | Olle Gustavsson  |
| 92 | Sverige | F   | John Fransson    |
| 97 | Sverige | MV  | Love Hasselgren  |
| 99 | Sverige | MV  | Linus Staaf      |

## Tidigare Solfjädernspelare
- Joakim Ström
- Oskar Hovlund
- Felix Forslund
- Ivan Johansson
- Andreas Berglund
- Rebecca Bagge
- Sofia Thorsson
- Caroline Törnberg
- Martin Hovlund